# Canton de Livry-Gargan
Le canton de Livry-Gargan est une circonscription électorale française située dans le département de la Seine-Saint-Denis et la région Île-de-France.
À la suite du redécoupage cantonal de 2014, les limites territoriales du canton sont remaniées, et le nombre de communes du canton passe de une à deux.

## Géographie
Le canton de Livry-Gargan est une circonscription électorale française située la partie nord-est du département de la Seine-Saint-Denis. Il recouvre une partie du pays d'Aulnoye, encore marquée par la présence des restes de l'ancienne forêt de Bondy (forêt régionale de Bondy, parc de la Poudrerie de Sevran, bois de Livry-Gargan, parc départemental de la Fosse-Maussoin).

## Histoire

### Canton du département deSeine-et-Oise
Le canton de Livry-Gargan du département de Seine-et-Oise est créé par l'article 11 du décret du 28 janvier 1964, qui a scinde l'ancien canton du Raincy, créé en 1882, en :
- le nouveau canton du Raincy, composé des communes de Gagny, Montfermeil et Le Raincy ;
- le canton de Livry-Gargan, composé des communes de Clichy-sous-Bois, Coubron, Livry-Gargan et Vaujours ;
- Le canton de Neuilly-Plaisance, composé des communes de Gournay-sur-Marne, Neuilly-sur-Marne, Neuilly-Plaisance et Noisy-le-Grand[1].

### Canton du département de laSeine-Saint-Denis
Le canton est recréé par le décret du 20 juillet 1967, lors de la constitution du département de la Seine-Saint-Denis. Il ne comprenait que la commune de Livry-Gargan.
Un nouveau découpage territorial de la Seine-Saint-Denis entré en vigueur à l'occasion des premières élections départementales suivant le décret du 21 février 2014. Les conseillers départementaux sont, à compter de ces élections, élus au scrutin majoritaire binominal mixte. Les électeurs de chaque canton élisent au Conseil départemental, nouvelle appellation du Conseil général, deux membres de sexe différent, qui se présentent en binôme de candidats. Les conseillers départementaux sont élus pour 6 ans au scrutin binominal majoritaire à deux tours, l'accès au second tour nécessitant 12,5 % des inscrits au 1er tour. En outre, la totalité des conseillers départementaux est renouvelée. Ce nouveau mode de scrutin nécessite un redécoupage des cantons dont le nombre est divisé par deux avec arrondi à l'unité impaire supérieure si ce nombre n'est pas entier impair, assorti de conditions de seuils minimaux. En Seine-Saint-Denis, le nombre de cantons passe ainsi de 40 à 21.
Dans ce cadre, le canton du Raincy est supprimé et la commune de Clichy-sous-Bois, qui en faisait partie, est intégrée au nouveau canton de Livry-Gargan.

## Représentation

### Représentation avant 1964
Voir canton du Raincy.

### Représentation de 1964 à 1967 (Seine-et-Oise)
| Période | Période | Identité                          | Étiquette    | Qualité                                                           |
| ------- | ------- | --------------------------------- | ------------ | ----------------------------------------------------------------- |
| 1964    | 1967    | Alfred-Marcel Vincent (1908-2000) | SFIO puis PS | Agent RATP, militant syndical Maire de Livry-Gargan (1961 → 1995) |

### Représentation de 1967 à 2015 (Seine-Saint-Denis)
| Période | Période          | Identité              | Étiquette    | Qualité |
| ------- | ---------------- | --------------------- | ------------ | --- |
| 1967    | 1994             | Alfred-Marcel Vincent | SFIO puis PS | Maire de Livry-Gargan (1961 → 1995) |
| 1994    | 2012 (démission) | Pascal Popelin        | PS           | Fonctionnaire de catégorie A Maire-adjoint de Livry-Gargan (2001 → 2014) Vice-président du Conseil général (2004 → 2012) Député (2012-2017) |
| 2012    | 2015             | Danièle Marini        | PS           | Institutrice Maire-adjointe (2001 → 2014) puis conseillère municipale (2014 → ) de Livry-Gargan                                             |

### Représentation depuis 2015
| Période élective | Période élective | Mandat | Mandat   | Identité            | Nuance | Nuance | Qualité |
| ---------------- | ---------------- | ------ | -------- | ------------------- | ------ | ------ | --- |
| 2015             | 2021             | 2015   | 2021     | Sylvie Paul-Bernard |        | LR     | Assistante juridique dans un cabinet d'avocat, Clichy-sous-Bois                                                      |
| 2015             | 2021             | 2015   | 2021     | Gérard Prudhomme    |        | DVD    | Directeur juridique à la retraite Conseiller municipal Agir de Livry-Gargan (1983 → 2014) puis 1er adjoint (2014 → ) |
| 2021             | 2028             | 2021   | en cours | Pierre-Yves Martin  |        | HOR    | Fonctionnaire Maire de Livry-Gargan (2014 → ) Membre d’Horizons                                                      |
| 2021             | 2028             | 2021   | en cours | Sylvie Paul         |        | LR     | Conseillère sortante                                                                                                 |

### Résultats détaillés

#### Élections de mars 2015
À l'issue du 1er tour des élections départementales de 2015, deux binômes sont en ballottage : Olivier Klein et Charlotte Seutin (Union de la Gauche, 33,79 %) et Sylvie Paul et Gérard Prudhomme (Union de la Droite, 29,37 %). Le taux de participation est de 41,75 % (14 113 votants sur 33 801 inscrits) contre 36,83 % au niveau départemental et 50,17 % au niveau national.
Au second tour, Sylvie Paul et Gérard Prudhomme (Union de la Droite) sont élus avec 52,07 % des suffrages exprimés et un taux de participation de 40,92 % (6 712 voix pour 13 833 votants et 33 801 inscrits).

#### Élections de juin 2021
Le premier tour des élections départementales de 2021 est marqué par un très faible taux de participation (33,26 % au niveau national). Dans le canton de Livry-Gargan, ce taux de participation est de 20,19 % (6 823 votants sur 33 802 inscrits) contre 24,35 % au niveau départemental. À l'issue de ce premier tour, deux binômes sont en ballottage : Pierre-Yves Martin et Sylvie Paul (Union à droite, 36,58 %) et Jean-François Perier et Françoise Trova (RN, 20,26 %).
Le second tour des élections est marqué une nouvelle fois par une abstention massive équivalente au premier tour. Les taux de participation sont de 34,36 % au niveau national, 26,47 % dans le département et 22,92 % dans le canton de Livry-Gargan. Pierre-Yves Martin et Sylvie Paul (Union à droite) sont élus avec 74,23 % des suffrages exprimés (5 166 voix pour 7 754 votants et 33 829 inscrits),,.

## Composition

### Composition de 1964 à 1967
Le canton comprenait quatre communes :
- Clichy-sous-Bois
- Coubron
- Livry-Gargan (chef-lieu)
- Vaujours

### Composition de 1967 à 2015
Le canton comptait une commune.
| Nom                      | Code Insee | Codepostal | Superficie (km2) | Population (dernière pop. légale) | Densité (hab./km2) |
| ------------------------ | ---------- | ---------- | ---------------- | --------------------------------- | ------------------ |
| Livry-Gargan (chef-lieu) | 93046      | 93190      | 7,38             | 42 699 (2012)                     | 5 786              |

### Composition depuis 2015
Le canton comprend désormais deux communes entières.
| Nom                                  | Code Insee | Intercommunalité         | Superficie (km2) | Population (dernière pop. légale) | Densité (hab./km2) | Modifier                                    |
| ------------------------------------ | ---------- | ------------------------ | ---------------- | --------------------------------- | ------------------ | ------------------------------------------- |
| Livry-Gargan (bureau centralisateur) | 93046      | Métropole du Grand Paris | 7,38             | 46 507 (2022)                     | 6 302              | modifier les données · modifier les données |
| Clichy-sous-Bois                     | 93014      | Métropole du Grand Paris | 3,95             | 29 551 (2022)                     | 7 481              | modifier les données · modifier les données |
| Canton de Livry-Gargan               | 9311       |                          | 11,33            | 76 058 (2022)                     | 6 713              | modifier les données                        |

## Démographie
En 2022, le canton comptait 76 058 habitants, en évolution de +2,36 % par rapport à 2016 (Seine-Saint-Denis : +4,67 %, France hors Mayotte : +2,11 %).
| 2013   | 2018   | 2022   |
| ------ | ------ | ------ |
| 73 824 | 74 004 | 76 058 |